# Cristelos
Cristelos ist eine Gemeinde (Freguesia) im portugiesischen Kreis (Portugal) von Lousada. In ihr leben 3039 Einwohner (Stand 30. Juni 2011). Sie gilt als die am stärksten industriell geprägte Gemeinde im Kreis.

## Geschichte
Funde belegen eine eisenzeitliche Siedlung, die später von den eintreffenden Römern übernommen wurde. Erstmals schriftlich dokumentiert ist der heutige Ort in einer Urkunde aus dem Jahr 980. In den königlichen Erhebungen von 1258 ist Cristelos als eigenständige Gemeinde aufgeführt.

## Kultur und Sehenswürdigkeiten
Die spät-barocke Gemeindekirche Igreja Paroquial de Cristelos (nach ihrem Schutzpatron auch Igreja de Santo André, dt.: Andreaskirche) verfügt über einen Glockenturm und zeigt im Inneren u. a. manieristische Altarretabel aus vergoldetem Holzblatt (Talha dourada).
Mit dem Bairro Doutor Abílio Alves Moreira steht hier ein Wohnblock des sozialen Wohnungsbaus unter Denkmalschutz. Er wurde zum Ende des Estado-Novo-Regimes geplant und in den 1980er Jahren fertiggestellt.
An der archäologischen Fundstätte Castro de São Domingos sind die Reste einer befestigten Siedlung der Castrokultur zu sehen.
Mit der Casa da Ribeira und der Casa da Costilha befinden sich zwei herrschaftliche Landgüter in der Gemeinde.

## Bevölkerungsentwicklung
| 1801 | 1849 | 1991 | 2001 | 2011 |
| 454  | 409  | 2404 | 2701 | 3039 |